# Hubert Jedin
Hubert Jedin, né le 17 juin 1900 à Groß Briesen dans l'arrondissement de Grottkau (province de Silésie) et mort le 16 juillet 1980 à Bonn, est un historien et théologien allemand, spécialisé dans l'histoire de l'Église catholique, à laquelle il a consacré un ouvrage en dix volumes (1975). Il est également l'auteur d'un ouvrage en quatre volumes sur le concile de Trente, de plusieurs essais sur la Contre-Réforme et d'une biographie de Girolamo Seripando.

## Biographie
Ordonné prêtre en 1924, Hubert Jedin enseigne l'histoire de l'Église à la faculté catholique de l'université de Breslau, au début des années 1930. Mais, comme sa mère est juive, il est persécuté par le régime nazi, qui annule ses titres universitaires et lui interdit tout accès aux institutions publiques. De 1936 à 1939, il travaille dans le diocèse de Breslau et échappe de peu à la déportation à Buchenwald. Il se réfugie alors à Rome, où il reste jusqu'en 1945. Il est nommé professeur à l'université de Bonn en 1948. Giuseppe Alberigo est l'un de ses étudiants.
En 1960, Jean XXIII le nomme assistant pour la phase préparatoire du concile Vatican II. Hubert Jedin continuera de travailler pour le concile jusqu'à sa fin, en 1965.
Hubert Jedin, auteur d'une quarantaine d'ouvrages, est membre de l'académie des Lyncéens.

## Publications
En français
- Le Concile de Trente, Desclée, 1999

Autres langues
- Breve storia dei Concili. I ventuno Concili ecumenici nel quadro della storia della Chiesa. Morcelliana, 2006.
- Storia del Concilio di Trento / Il periodo bolognese (1547-48). Il secondo periodo trentino (1551-52), vol. 3. Morcelliana, 1982.
- Storia del Concilio di Trento / La Francia e il nuovo inizio a Trento sino alla morte dei legati Gonzaga e Seripando vol. 4.1. Morcelliana, 1980.
- Storia del Concilio di Trento / La lotta per il Concilio, vol. 1. Morcelliana, 1973.
- La conclusione del Concilio di Trento (1562-1563). Studium, 1964.
- Der Quellenapparat der Konzilsgeschichte Pallavicinos. Université pontificale grégorienne, 1940.
- Breve storia dei Concili. I ventuno Concili ecumenici nel quadro della storia della Chiesa. Morcelliana, 1996.
- Introduzione alla storia della Chiesa. Morcelliana, 1974.
- Storia del Concilio di Trento / Il primo periodo (1545-1547), vol. 2. Morcelliana, 1974.
- Riforma cattolica o controriforma? Morcelliana, 1995.
- Breve storia dei concili. Morcelliana, 1983.
- Storia del Concilio di Trento / Superamento della crisi per opera di Marone, chiusura e conferma vol. 4.2. Morcelliana, 1981.
- Il matrimonio. Una ricerca storica e teologica. Reinhardt Klaus e Morcelliana, 1981.
- Storia della Chiesa, 10 volumi. Jaca Book, 1975.
- Chiesa della fede, Chiesa della storia. Morcelliana, 1972.
- Storia della mia vita, Brescia 1987.